# Sophienberg (Haag)

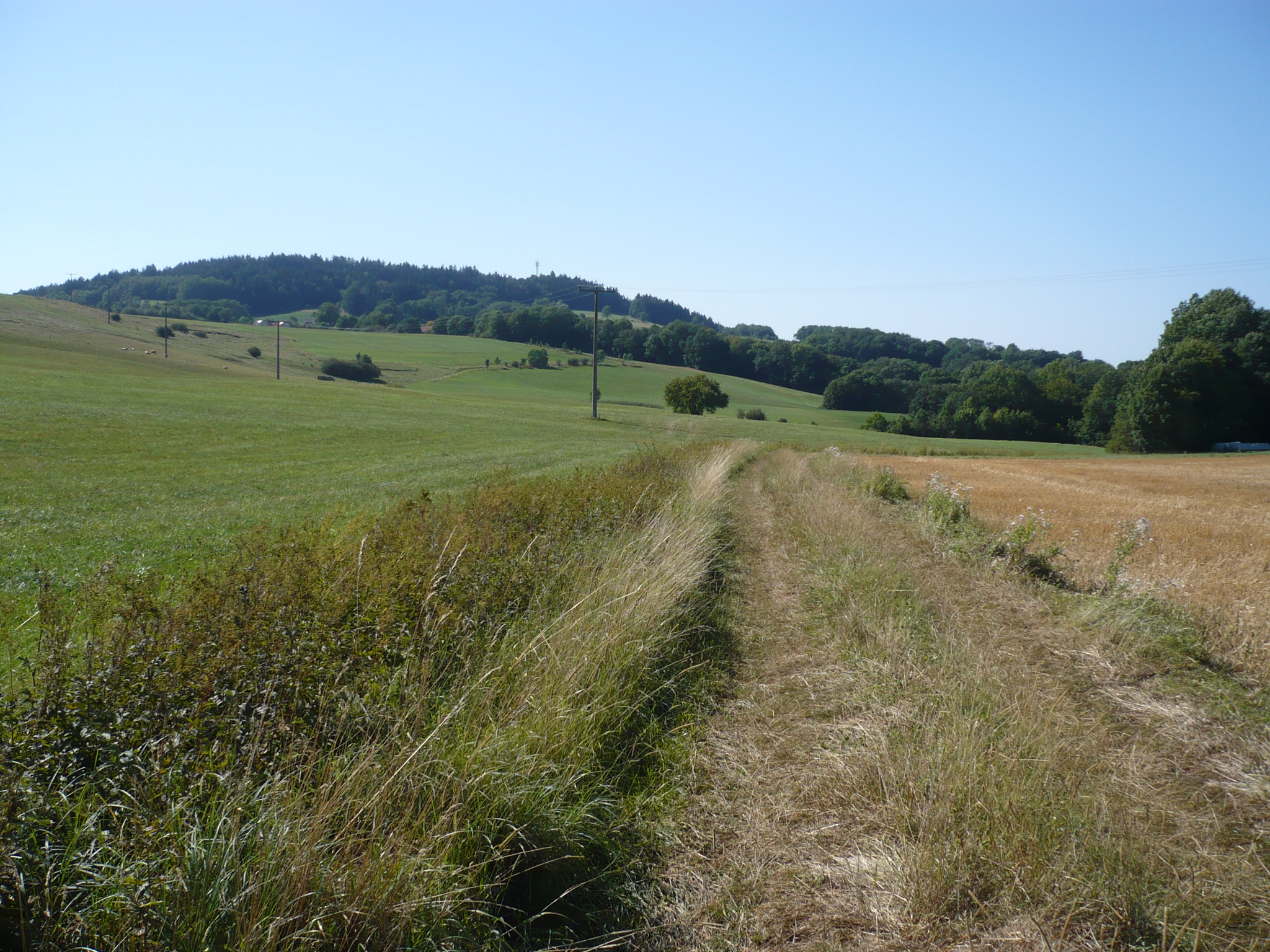
Kuppe des Sophienbergs von Unternschreez aus gesehen

Der Sophienberg liegt in der oberfränkischen Gemeinde Haag im Landkreis Bayreuth. Mit 594 Meter ist er die höchste der den Bayreuther Talkessel einrahmenden Erhebungen und gilt als Bayreuther „Hausberg“.

## Name
Zunächst trug der Berg den Namen Culm bzw. Culmberg. Das Wort Culm stammt vermutlich aus dem Slawischen (chlom: Hügel, Bergkuppe), könnte aber auch auf das altsächsische holm (Berg, Hügel) zurückzuführen sein.
In der zweiten Hälfte des 17. Jahrhunderts wurde er nach Erdmuthe Sophie von Sachsen, der ersten Ehefrau des Markgrafen Christian Ernst, auch Sophienberg genannt.

## Lage
Der Sophienberg liegt südlich der Stadt Bayreuth seit 1978 auf dem Gebiet der Gemeinde Haag. Die sechs am Hang befindlichen Anwesen tragen nach wie vor den Namen Culmberg, dazu kommen die Orte Obernschreez, Unternschreez, Gosen und das zu Bayreuth gehörende Rödensdorf. Gesees und Haag liegen am Fuß des Sophienbergs.

## Beschreibung
Der Sophienberg ist ein Tafelberg, er gilt als einer der Zeugenberge für die Jurazeit in der Bayreuther Gegend. Der Bergaufbau setzt sich geologisch aus mehreren Schichten zusammen. Die Grundstufe ist Rhätsandstein, darauf liegen Amaltheenmergel oder -ton und Posidonienschiefer. Der Steilanstieg besteht aus Opalinuston, die Kuppe setzt sich aus der Formation Eisensandstein zusammen.
Den Berghängen entspringen mehrere Fließgewässer: am Westhang der Talbach mit seinen Zuflüssen, im Norden der Aubach, östlich mit dem Teufels- und dem Schelmgraben die Quellbäche des Tappert und nach Süden hin der Gosenbach mit seinen Nebenarmen.
Seit 1937 führt die heutige Bundesautobahn 9 über den Ost- und Südhang des Sophienbergs. Der unterhalb des Nordanstiegs gelegene Autobahnparkplatz Sophienberg war in der Nachkriegszeit zunächst als Autobahnraststätte errichtet worden.

## Geschichte

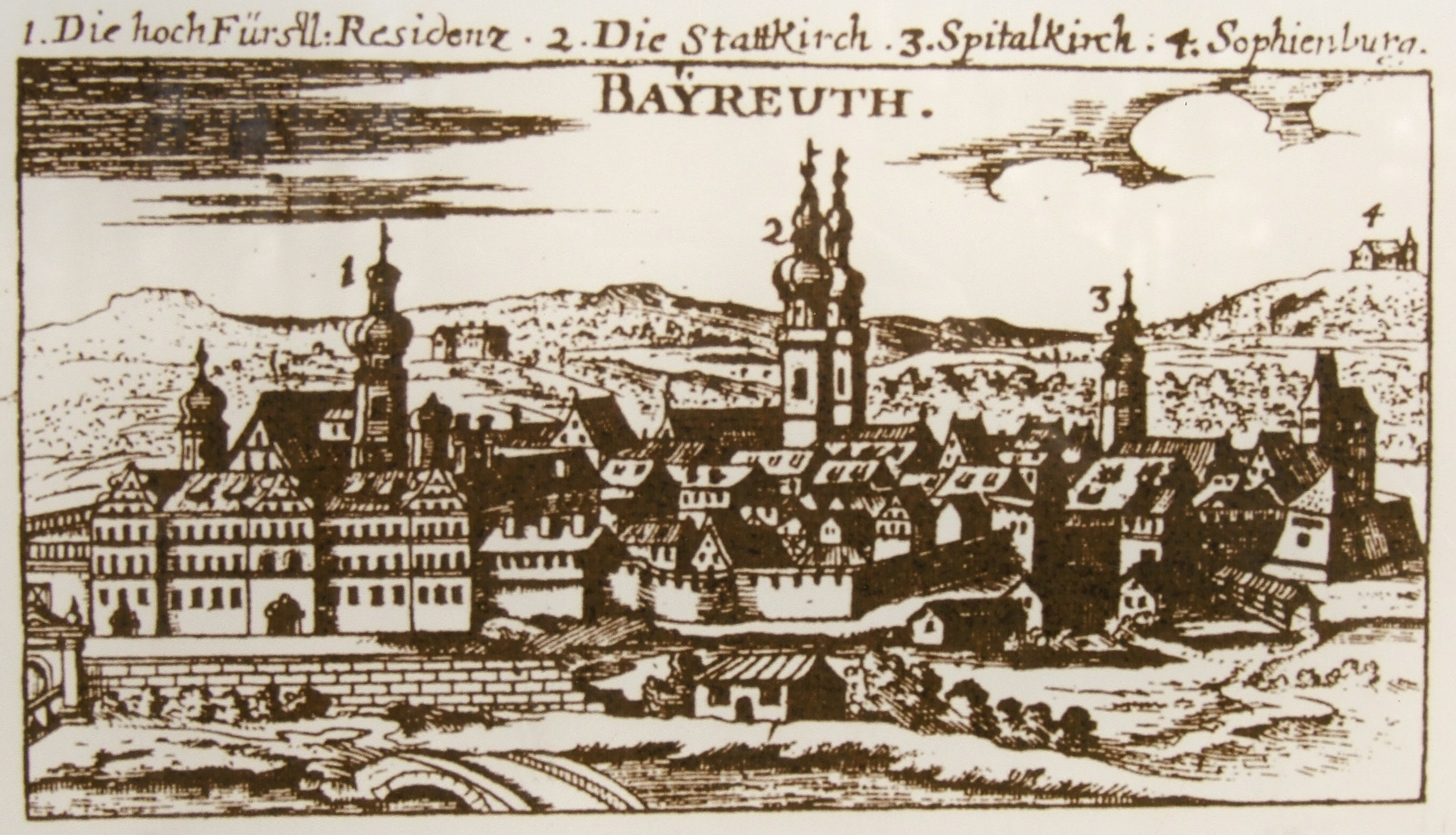
Bayreuth 1680, im Hintergrund rechts der Sophienberg mit dem Schloss

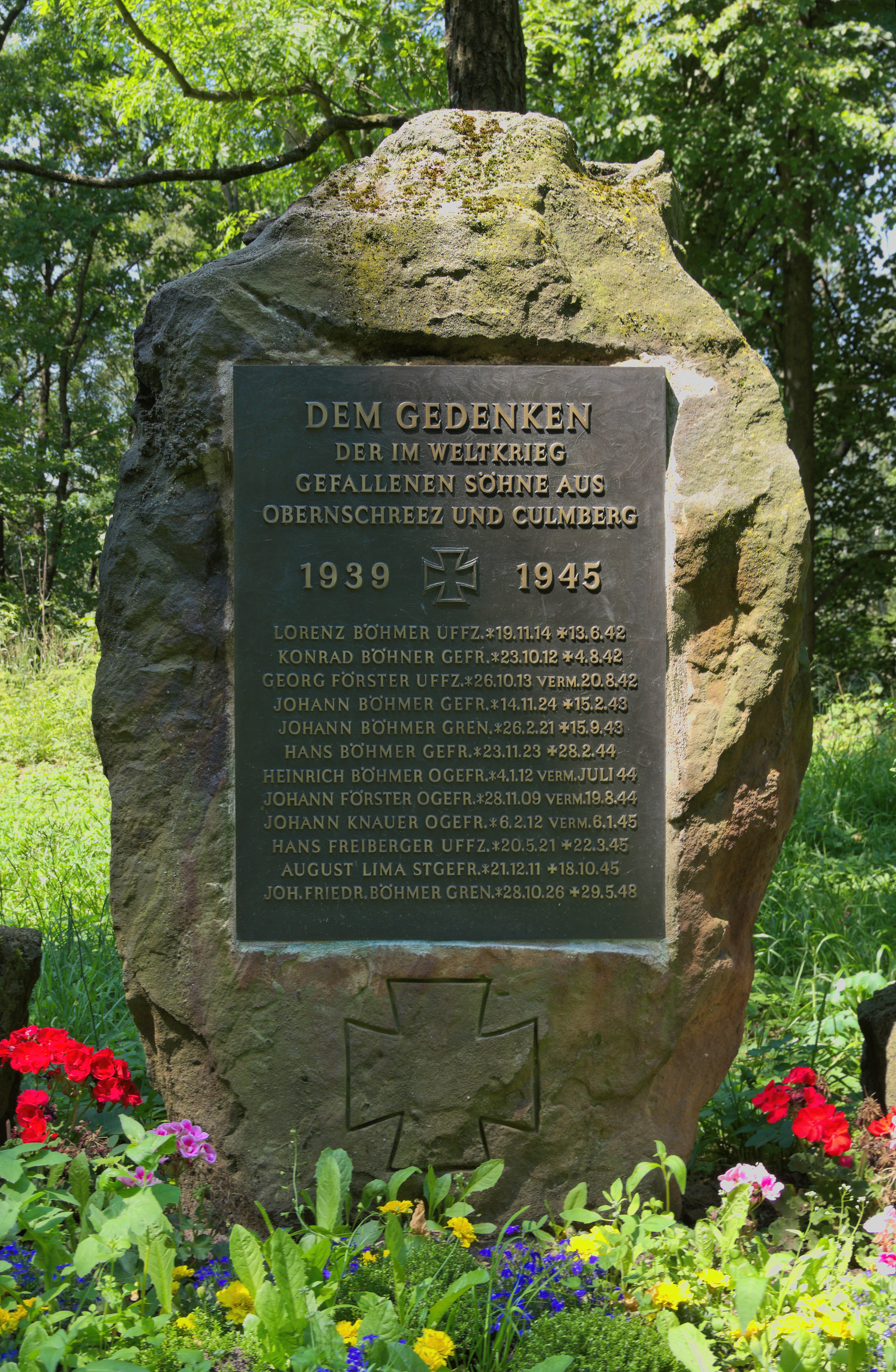
Kriegsdenkmal

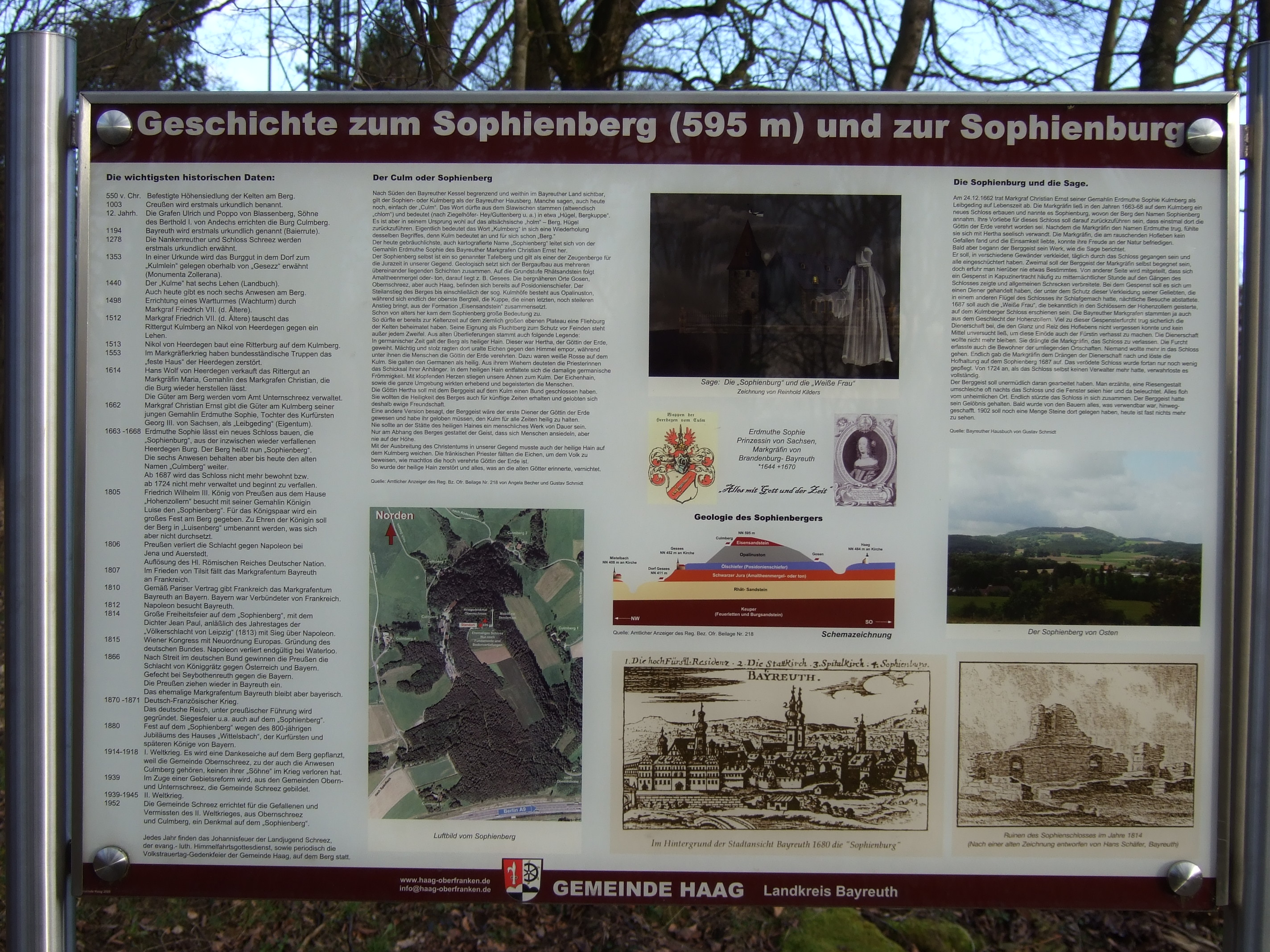
Informationstafel nahe den Schlossfundamenten

Eine befestigte Höhensiedlung der Kelten lässt sich um 550 v. Chr. nachweisen. Im 12. Jahrhundert errichteten die Grafen Ulrich und Poppo von Blassenberg die Burg Culmberg. 1440 wurden im Landbuch sechs Lehen des „Kulme“ erwähnt. 1494 ließ Friedrich II., Markgraf von Brandenburg-Kulmbach, einen Wartturm errichten. Er erscheint in der Wartordnung von 1498 als Teil eines Systems von Wach- und Signaltürmen. Der Markgraf tauschte das Rittergut Kulmberg 1512 gegen ein Lehen ein. Der neue Besitzer Nikol von Heerdegen baute 1513 auf dem Berg eine Ritterburg, deren „festes Haus“ 1553 im Markgräflerkrieg von den bundesständischen Truppen zerstört wurde.
1614 verkaufte Heerdegen das Rittergut an die erste Gemahlin des Markgrafen Christian, Marie von Preußen, die die Burg wiederherstellen ließ. Die Güter am Berg wurden seinerzeit vom Amt Unternschreez verwaltet.
1662 schenkte Markgraf Christian Ernst die Güter am Berg seiner jungen Ehefrau Erdmuthe Sophie. Zwischen 1663 und 1668 ließ diese aus der bereits wieder verfallenen Burg ein neues Schloss, die Sophienburg, bauen. In diesem Gebäude sollte, der Überlieferung zufolge, die Weiße Frau spuken. Bereits ab 1687 wurde es nicht mehr bewohnt, ab 1724 auch nicht mehr verwaltet. Es wurde dem Verfall preisgegeben, nur noch Reste des Fundaments sind vorhanden.
König Friedrich Wilhelm III. besuchte den Berg, der seit 1791 zu Preußen gehörte, mit seiner Gemahlin Luise von Mecklenburg-Strelitz im Jahr 1805. Aus diesem Anlass hatte der Landjägermeister Hardenberg alle Zubringerwege ausbessern lassen und für die Befahrbarkeit mit Kutschen gesorgt. Am 11. Juni wurde auf dem Gipfel ein großes Fest mit mehreren tausend Besuchern veranstaltet. Der Königin zu Ehren sollte der Berg in Luisenberg umbenannt werden, was sich im Gegensatz zur Luisenburg im nahen Fichtelgebirge aber nicht durchsetzte. Spätestens nach dem Verkauf des ehemaligen Fürstenstums Bayreuth an das Königreich Bayern im Jahr 1810 erschien der Name einer preußischen Königin für den Berg nicht mehr opportun.
1814 wurde anlässlich des Sieges über Napoleon in der Völkerschlacht bei Leipzig auf dem seit 1810 bayerischen Berg eine große Freiheitsfeier veranstaltet, an der der Schriftsteller Jean Paul teilnahm. Eine weitere Siegesfeier auf dem Sophienberg gab es nach dem Deutsch-Französischen Krieg von 1870/71. 1880 wurde dort das 800-jährige Jubiläum des nun herrschenden Hauses Wittelsbach feierlich begangen.
Eine große Anziehungskraft übte der Sophienberg auf Richard Wagner aus, der ihn mit seiner Frau Cosima und Malwida von Meysenbug bereits in seiner Donndorfer Zeit 1872 erstmals besuchte. Über eine Landpartie auf den Berg am 8. Juni 1878 ist überliefert, dass „in heiterster Laune“ auf des Berges Höhe ein Fässchen Bier angezapft wurde, das eine Frau für ein Trinkgeld von zwei Mark hinaufgeschafft hatte.
Da die Gemeinde Obernschreez im Ersten Weltkrieg keine Kriegstoten beklagen musste, pflanzte sie auf dem Berg eine Dankeseiche. Für die Gefallenen und Vermissten des Zweiten Weltkriegs stellte die Gemeinde Schreez (1939 aus Obern- und Unternschreez entstanden) 1952 auf dem Berg ein Denkmal auf.

## Legenden und Sagen
Der Legende nach galt der Berg in germanischer Zeit als heiliger Hain, der Hertha, der Göttin der Erde, geweiht war. Im Eichenwald auf dem Culm wurden weiße Rosse gehalten, aus deren Wiehern die Priesterinnen das Schicksal ihrer Anhänger deuteten. Ein Berggeist, der Hertas erster Diener oder ihr Verbündeter gewesen sei, habe mit ihr einen Bund geschlossen, um die Heiligkeit des Bergs für künftige Zeiten zu erhalten. Auf dessen Höhe solle nie ein menschliches Werk von Dauer sein, nur am Hang sei es den Menschen gestattet, sich anzusiedeln.
Markgräfin Erdmuthe (1644–1670) fühlte sich aufgrund ihres Namens mit Hertha verwandt. Um dem rauschenden Hofleben, an dem sie keinen Gefallen fand, entgehen zu können, ließ sie in der Einsamkeit der Natur die Sophienburg errichten. Doch bald begann sich der Berggeist nächtens in Kapuzinertracht zu zeigen und Schrecken zu verbreiten. Bei dem Gespenst soll es sich um einen Diener gehandelt haben, der im Schutz dieser Verkleidung seine Geliebte aufsuchte. 1687 soll jedoch erstmals die Weiße Frau, die in den Schlössern der Hohenzollern geisterte, im Bergschloss gesehen worden sein. Die Dienerschaft drängte die Markgräfin (Christians Ernsts zweite Ehefrau Sophie Luise) daraufhin, den Ort zu verlassen. Noch im selben Jahr wurde die Hofhaltung auf dem Berg wieder aufgegeben.